# National Board of Review Awards 1945
La 17ª edizione dei National Board of Review Awards si è tenuta il 21 dicembre 1945.

## Classifiche

### Migliori dieci film
- Un albero cresce a Brooklyn (A Tree Grows in Brooklyn), regia di Elia Kazan
- L'ultima speranza (Die letzte chance), regia di Leopold Lindtberg
- L'ora di New York (The Clock), regia di Vincente Minnelli
- Duello a Berlino (The Life and Death of Colonel Blimp), regia di Michael Powell e Emeric Pressburger
- The True Glory, regia di Carol Reed
- La via della gloria (The Way Ahead), regia di Carol Reed
- L'uomo del Sud (The Southerner), regia di Jean Renoir
- The Fighting Lady, regia di Edward Steichen
- I forzati della gloria (The Story of GI Joe), regia di William A. Wellman
- Giorni perduti (The Lost Weekend), regia di Billy Wilder

## Premi
- Miglior film: The True Glory, regia di Carol Reed
- Miglior attore: Ray Milland (Giorni perduti)
- Miglior attrice: Joan Crawford (Il romanzo di Mildred)
- Miglior regista: Jean Renoir (L'uomo del Sud)